# Battaglia di Varsavia (1656)
La battaglia di Varsavia (in polacco bitwa pod Warszawą) si combatté dal 28 al 30 luglio 1656 presso Varsavia tra le truppe della Confederazione Polacco-Lituana da un lato e la Svezia e il Brandeburgo-Prussia dall'altro. Fu un'importante battaglia nella guerra polacco-svedese del 1655-1660, conosciuta come "Diluvio" (Potop), nell'ambito della seconda guerra del nord (Druga Wojna Północna, 1655-1661).
Le forze svedesi e prussiane erano comandate dal re di Svezia Carlo X Gustavo e da Federico Guglielmo I di Brandeburgo (detto "il Grande elettore") e si componeva di 12 500 uomini di cavalleria e di 6 500 uomini di fanteria (la fanteria era insolitamente ridotta, mentre normalmente costituiva il nerbo dell'esercito svedese).
Le forze polacco-lituane erano guidate dal re Giovanni II Casimiro di Polonia e comprendevano circa 25 000 uomini dell'esercito regolare, a cui si aggiungevano 2 000 Tartari e 10 000 soldati di leva, per un totale di circa 37 000 effettivi, di cui circa 4 500 erano di fanteria.
Gli svedesi-prussiani erano sbarcati a Danzica e si erano diretti a sud verso Varsavia, mentre l'esercito polacco-lituano aveva passato la Vistola e aspettò i nemici in avanzata sulla riva destra del fiume, circa cinque chilometri a nord del sobborgo di Praga.
Sebbene inferiori di numero, gli svedesi-brandeburghesi, sconfissero l'esercito polacco-lituano. Le perdite degli sconfitti furono tuttavia minime e sebbene gli svedesi riuscissero ad impadronirsi della città di Varsavia, ne furono presto scacciati.